# Proteopharmacis valdiviata
Proteopharmacis valdiviata är en fjärilsart som beskrevs av Felder och Alois Friedrich Rogenhofer 1874. Proteopharmacis valdiviata ingår i släktet Proteopharmacis och familjen mätare. Inga underarter finns listade i Catalogue of Life.